# Kroatische Eishockeyliga 1994/95
Die Saison 1994/95 war die vierte Spielzeit der kroatischen Eishockeyliga, der höchsten kroatischen Eishockeyspielklasse. Meister wurde zum ersten Mal in der Vereinsgeschichte überhaupt der KHL Medveščak Zagreb.

## Modus
In der Hauptrunde absolvierte jede der vier Mannschaften insgesamt elf Spiele. Die beiden Erstplatzierten qualifizierten sich für das Meisterschaftsfinale. Für einen Sieg erhielt jede Mannschaft zwei Punkte, bei einem Unentschieden gab es einen Punkt und bei einer Niederlage null Punkte.

## Hauptrunde
|    | Klub                 | Sp | S  | U | N  | Tore   | Punkte |
| -- | -------------------- | -- | -- | - | -- | ------ | ------ |
| 1. | KHL Zagreb           | 11 | 10 | 1 | 0  | 88:14  | 21     |
| 2. | KHL Medveščak Zagreb | 11 | 6  | 1 | 4  | 67:25  | 13     |
| 3. | KHL Mladost Zagreb   | 10 | 3  | 0 | 7  | 27:47  | 6      |
| 4. | INA Sisak            | 11 | 1  | 0 | 10 | 13:121 | 2      |

Sp = Spiele, S = Siege, U = Unentschieden, N = Niederlagen

## Playoffs

### Serie um Platz drei
- KHL Mladost Zagreb – INA Sisak 2:1 (2:4, 5:3, 4:1)

### Finale
- KHL Zagreb – KHL Medveščak Zagreb 3:2 (3:2, 3:5, 2:3*, 2:1*, 4:2*)

* Anmerkung: In den letzten drei Final-Spielen setzte der KHL Zagreb slowakische Spieler ohne Spielberechtigung ein, woraufhin diese jeweils mit 5:0 für den KHL Medveščak Zagreb gewertet wurden, der damit Meister war.